# Mark Dresser
Mark Dresser (Los Angeles, 26 september 1952) is een Amerikaanse jazzcontrabassist.

## Biografie
Dresser studeerde af aan de University of California, San Diego, waar hij contrabas studeerde bij Bertram Turetzky en vervolgens bij Franco Petracchi. Tijdens zijn opleiding speelde hij met musici als David Murray en Arthur Blythe. Mark Dresser heeft sinds 1972 zowel in soloprojecten als in verschillende ensembles in het jazzcircuit van New York gewerkt. Tien jaar lang speelde hij in het kwartet van Anthony Braxton en in tal van andere formaties, zoals Don Cherry, Ray Anderson, Tim Berne, Anthony Davis, Gerry Hemingway (Demon Chaser, 1993) en John Zorn. Zijn eigen projecten waren de formatie Force Green (met Dave Douglas) en het Mark Dresser Trio, waarmee hij muziek opnam voor de surrealistische Luis Buñuel-Salvador Dalí-film Un chien andalou. In 1993 speelde hij ook een soundtrackalbum in voor de vroege expressionistische stomme filmklassieker Das Cabinet des Dr. Caligari. Dresser werkte ook samen met het Arcado String Trio, het Double Trio dat hieruit is gevormd en het Trio du Clarinettes.
Voor het Banliues Bleues Festival in Parijs nam hij zijn compositie Bosnia op, die later door Enja Records werd uitgegeven door het Double Trio onder de titel Green Dolphy Street. Met het Arcado String Trio en de WDR Big Band nam hij in 1991 zijn compositie For Not the Law op (uitgegeven door JMT als For Three Strings and Orchestra). In 1992 componeerde en speelde Mark Dresser de titel Armadillo, opgenomen met het Arcado String Trio en de WDR Big Band Keulen. In 1995 volgde de compositie The Banquet, een dubbelconcert voor verschillende fluiten en contrabas met strijkkwartet en de Zwitserse fluitist Matthias Ziegler, die het werk in opdracht gaf. Het album Invocation uit 1995 (uitgebracht op het label Knitting Factory Works) bevat een langere bassolo van Dresser.
In latere jaren speelde hij met Eric Watson, Ed Thigpen en Bennie Wallace in het Full Metal Quartet. Hij werkte ook aan verschillende projecten met muzikanten als Andrew Cyrille/Marty Ehrlich, Gerry Hemingway, Susie Ibarra, Ray Anderson, Roswell Rudd, Mat Maneri, Amir ElSaffar, Achim Kaufmann/Harris Eisenstadt, Jane Ira Bloom en Vinny Golia.

## Discografie

### Als leader
- 1989: Arcado met het Arcado String Trio (JMT)
- 1990: Behind the Myth met het Arcado String Trio (JMT)
- 1992: For Three Strings and Orchestra met het Arcado String Trio (JMT)
- 1994: The Cabinet of Dr. Caligari (Knitting Factory)
- 1995: Invocation (Knitting Factory)
- 1995: Force Green (Soul Note)
- 1996: Live in Europe met het Arcado String Trio (Avant)
- 1997: Banquet (Tzadik)
- 1998: Eye'll Be Seeing You (Knitting Factory)
- 2000: C/D/E met Andrew Cyrille (Pao)
- 2000: Marinade (Tzadik)
- 2000: Later met Fred Frith (Victo)
- 2000: The Marks Brothers met Mark Helias (W.E.R.F.)
- 2000: Sonomondo met Frances-Marie Uitti (Cryptogramophone)
- 2001: Duologues met Denman Maroney (Victo)
- 2001: Reunion Live... at the Guelph Festival met Gerry Hemingway (Intrepid Ear)
- 2002: Aquifer (Cryptogramophone)
- 2003: Nine Songs Together met Ray Anderson (CIMP)
- 2003: Tone Time met Susie Ibarra (Wobbly Rail)
- 2005: Time Changes met Denman Maroney (Cryptogramophone)
- 2005: Unveil (Clean Feed)
- 2006: Airwalkers met Roswell Rudd (Clean Feed)
- 2008: House of Mirrors met Ed Harkins (Clean Feed)
- 2008: Duetto met Diane Moser (CIMP)
- 2009: Starmelodics met Kauffman/Eisenstadt (Nuscope)
- 2009: Live in Concert met Denman Maroney (Kadima Collective)
- 2010: Live at Lotus met Vinny Golia (Kadima Collective)
- 2010: Soul to Soul met Remi Alvarez (Intolerancia)
- 2010: Guts (Kadima Collective)
- 2011: Synastry met Jen Shyu (Pi)
- 2013: Nourishments (Clean Feed)
- 2014: Code Re(a)d met Gerry Hemingway (Hopscotch)
- 2016: Sedimental You (Clean Feed)
- 2017: Modicana (NoBusiness)
- 2019: Ain't Nothing But a Cyber Coup & You (Clean Feed)

### Als sideman
Met Ray Anderson
- 1980: Harrisburg Half Life (Moers Music)
- 1987: It Just So Happens (Enja)
- 1988: Blues Bred in the Bone (Enja)
- 1990: What Because (Gramavision)

Met Tim Berne
- 1987: Sanctified Dreams (Columbia)
- 1989: Tim Berne's Fractured Fairy Tales (JMT)
- 1991: Pace Yourself (JMT)
- 1993: Diminutive Mysteries (Mostly Hemphill) (JMT)
- 1994: Nice View (JMT)

Met Jane Ira Bloom
- 1999: The Red Quartets (Arabesque)
- 2001: Sometimes the Magic (Arabesque)
- 2003: Chasing Paint (Arabesque)
- 2005: Like Silver, Like Song (ArtistShare)

Met Bobby Bradford
- 1984: Lost in L.A. (Soul Note)
- 2011: Live in L.A. (Clean Feed)
- 2016: Live at the Open Gate (NoBusiness)

Met Anthony Braxton
- 1986: Five Compositions (Quartet) 1986 (Black Saint)
- 1987: The Coventry Concert (West Wind)
- 1987: If My Memory Serves Me Right (West Wind)
- 1988: Quartet (London) 1985 (Leo)
- 1991: Quartet (Birmingham) 1985 (Leo)
- 1992: Willisau (Quartet) 1991 (hat ART)
- 1993: Quartet (Coventry) 1985 (Leo)
- 1993: (Victoriaville) 1992 (Victo)
- 1994: Twelve Compositions (Music & Arts)
- 1997: Quartet (Santa Cruz) 1993 (hat ART)
- 2011: Quartet (New York) 1993 Set 1 (Braxton Bootleg)
- 2011: Quartet (New York) 1993 Set 2 (Braxton Bootleg)
- 2013: Quartet (London) 1991 04.02 Set 1 (Braxton Bootleg)
- 2013: Quartet (London) 1991 04.02 Set 2 (Braxton Bootleg)
- 2013: Quartet (London) 1991 04.03 Set 1 (Braxton Bootleg)
- 2013: Quartet (London) 1991 04.03 Set 2 (Braxton Bootleg)
- 2015: Quartet (Santa Cruz) 1993 1st Set (hatOLOGY)
- 2015: Quartet (Santa Cruz) 1993 2nd Set (hatOLOGY)
- 2018: Quartet (Willisau) 1991 Studio (hatOLOGY)

Met Dave Douglas
- 1993: Parallel Worlds (Soul Note Records)
- 1996: Five (Soul Note)
- 1997: Sanctuary (Avant)

Met Satoko Fujii
- 1997: Looking Out of the Window (Ninety-One)
- 1999: Kitsune-bi (Tzadik)
- 2000: Toward To West (Enja)
- 2001: Junction (EWE)
- 2002: Bell the Cat! (Tokuma)
- 2004: Illusion Suite (Libra)
- 2005: Live in Japan 2004 (Natsat Music)
- 2006: When We Were There (PJL)
- 2008: Trace a River (Libra)

Met Gerry Hemingway
- 1993: Demon Chaser (hat ART)
- 1993: Down to the Wire (hat ART)
- 1995: The Marmalade King (hat ART)
- 1995: Slamadam (Random Acoustics)
- 1996: Perfect World (Random Acoustics)
- 1998: Johnny's Corner Song (Auricle)
- 1999: Chamber Works (Tzadik)
- 1999: Waltzes, Two-Steps & Other Matters of the Heart (GM)
- 2003: Devils Paradise (Clean Feed)

Met Bob Ostertag
- 1993: Say No More (RecRec Music)
- 1993: Say No More in Person (Transit)
- 1996: Verbatim (Rastascan)
- 1998: Verbatim Flesh and Blood (Rastascan)

Met John Zorn
- 1988: Spy vs Spy: The Music of Ornette Coleman (Nonesuch)
- 1993: Kristallnacht (99 Records)
- 1996: Bar Kokhba (Tzadik)
- 2002: Cobra (Tzadik)

Met anderen
- 1978: James Newton, Binu (Circle)
- 1988: Hank Roberts, Black Pastels (JMT)
- 1988: Stanton Davis, Manhattan Melody (Enja)
- 1989: Laurie Anderson, Strange Angels (Warner Bros.)
- 1989: Sato Michihiro, Rodan (hat ART)
- 1990:Jason Hwang, Unfolding Stone (Sound Aspects)
- 1991: Marilyn Crispell, The Kitchen Concert (Leo)
- 1991: Paul Dresher & Ned Rothenberg, Opposites Attract (New World/CounterCurrents)
- 1992: Matthias Ziegler, Marsyas' Song (Percords)
- 1993: Hot Pstromi, With a Little Horseradish On the Side (Global Village Music)
- 1995: Ned Rothenberg, Power Lines (New World)
- 1996: Gregg Bendian, Counterparts (CIMP)
- 1996: Kevin Norton, Integrated Variables (CIMP)
- 1996: Gregg Bendian, Gregg Bendian's Interzone (Eremite)
- 1997: Frank London, The Debt (Tzadik)
- 1997: Robert Dick, Jazz Standards On Mars (Enja)
- 1998: Francois Houle, In the Vernacular (Songlines)
- 1999: David Garland, Togetherness: Control Songs Vol. 2 (Ergodic)
- 1999: Eric Watson, Silent Hearts (Free Flight)
- 2000: Eugene Chadbourne, Pain Pen (Avant)
- 2000: Nels Cline, The Inkling (Cryptogramophone)
- 2000: Tisziji Munoz, Auspicious Healing! (Anami Music)
- 2000: Tom Cora, It's a Brand New Day (Knitting Factory)
- 2000: Eric Watson, Full Metal Quartet (OWL)
- 2001: Ellery Eskelin, Vanishing Point (hatOLOGY)
- 2001: Joe Lovano, Flights of Fancy: Trio Fascination Edition Two (Blue Note)
- 2001: Steuart Liebig, Pomegranate (Cryptogramophone)
- 2001: Kevin Norton, Change Dance Troubled Energy (Barking Hoop)
- 2002: Bernadette Speach, Reflections (Mode)
- 2002: Burton Greene, Peace Beyond Conflict (CIMP)
- 2002: Marty Ehrlich, The Long View (Enja)
- 2002: Osvaldo Golijov Yiddishbbuk (EMI)
- 2002: Richard Teitelbaum, Blends (New Albion)
- 2002: Yale Strom, Klezmer: Cafe Jew Zoo (Naxos)
- 2003: Denman Maroney, Fluxations (New World/CounterCurrents)
- 2003: Ivo Perelman, Suite for Helen F. (Boxholder)
- 2004: Mick Rossi, One Block from Planet Earth (OmniTone)
- 2004: Raz Mesinai, Cyborg Acoustics (Tzadik)
- 2004: Steve Lehman, Interface (Clean Feed)
- 2005: Herb Robertson, Elaboration (Clean Feed)
- 2005: Salvatore Bonafede, For the Time Being (CAM Jazz)
- 2005: Osvaldo Golijov, Upshaw the Andalucian Dogs Ayre & Folk Songs (Deutsche Grammophon)
- 2006: Russ Lossing, Metal Rat (Clean Feed)
- 2007: Herb Robertson, Real Aberration (Clean Feed)
- 2008: Tiziano Tononi, Strange Mathematics (Splasc(H))
- 2010: Amir ElSaffar, Radif Suite (Pi)
- 2012: Marilyn Crispell, Mark Dresser, Gerry Hemingway, Play Braxton (Tzadik)
- 2013: Alex Cline, For People in Sorrow (Cryptogramophone)
- 2014: Sebastian Gramss, Thinking Of (Wergo)
- 2015: Simon Nabatov, Projections (Clean Feed)
- 2016: Simon Nabatov, Equal Poise (Leo)